# همایون هاشمی
همایون هاشمی (زاده ۱۳۴۴ تکاب)، چهره سیاسی مستقل  و نماینده پیشین مجلس شورای اسلامی در دوره دهم از حوزه انتخابیه میاندوآب، شاهین‌دژ و تکاب است.
پایگاه اطلاع رسانی 

## نماینده میاندوآب و شاهین دژ و تکاب در مجلس دهم
در دهمین دوره انتخابات مجلس شورای اسلامی، همایون هاشمی، در لیست ائتلاف فراگیر اصلاح طلبان: گام دوم در حوزه انتخابیه میاندوآب، تکاب و شاهین دژ حضور داشت و در در دور دوم توانست با ۶۱٬۵۵۵ رأی از مجموع ۱۷۶٬۵۵۰ رأی مأخوذه صحیح به‌عنوان نفر اول میاندوآب، تکاب و شاهین دژ، وارد مجلس دهم شود.

## مسئولیت ها
- معاون استانی سازمان بهزیستی آذربایجان غربی
- سرپرست بهزیستی استان آذربایجان غربی
- مدیرکل بهزیستی استان آذربایجان غربی
- رئیس مرکز نوسازی و تحول اداری سازمان بهزیستی
- رییس سازمان بهزیستی کشور
- معاون وزیر تعاون، کار و رفاه اجتماعی
- مدیر ارشد ارتباط گستر
- دبیر دبیرخانه شورای ملی سالمندان
- عضو هیأت اجرایی کمیته ملی پارالمپیک
- دبیر دبیرخانه مناسب سازی
- رئیس کمیته فرهنگی و پیشگیری ستاد مبارزه با موادمخدر
- مشاور وزیر تعاون، کار و رفاه اجتماعی در امور رفاهی
- مدیرعامل شرکت گسترش بازرگانی داروپخش
- عضو هیأت مدیره شرکت گسترش بازرگانی داروپخش